# Monte Pinciano
Monte Pinciano ou Píncio (em latim: Mons Pincius; em italiano:  Pincio) é uma das colinas de Roma, localizada ao norte do Quirinal e a leste do Campo de Marte. Diversas villas e jardins ocupam ainda hoje o local. Da Piazzale Napoleone I, no alto da colina, é possível obter um amplo panorama da Piazza del Popolo e do rione Prati, uma região que até o final do século XIX era conhecida como Prati di Castello.
A vista também se estende para o norte a partir da Cúpula da Basílica de São Pedro até o Monte Mário, para o noroeste até o Janículo e para o sudoeste, no horizonte, os arranha-céus do Eur, o que torna o Pinciano um dos melhores locais da capital para apreciar belas vistas. Por conta disto, em algumas cidades italianas foram criados parques panorâmicos com o nome de Pincio.

## História

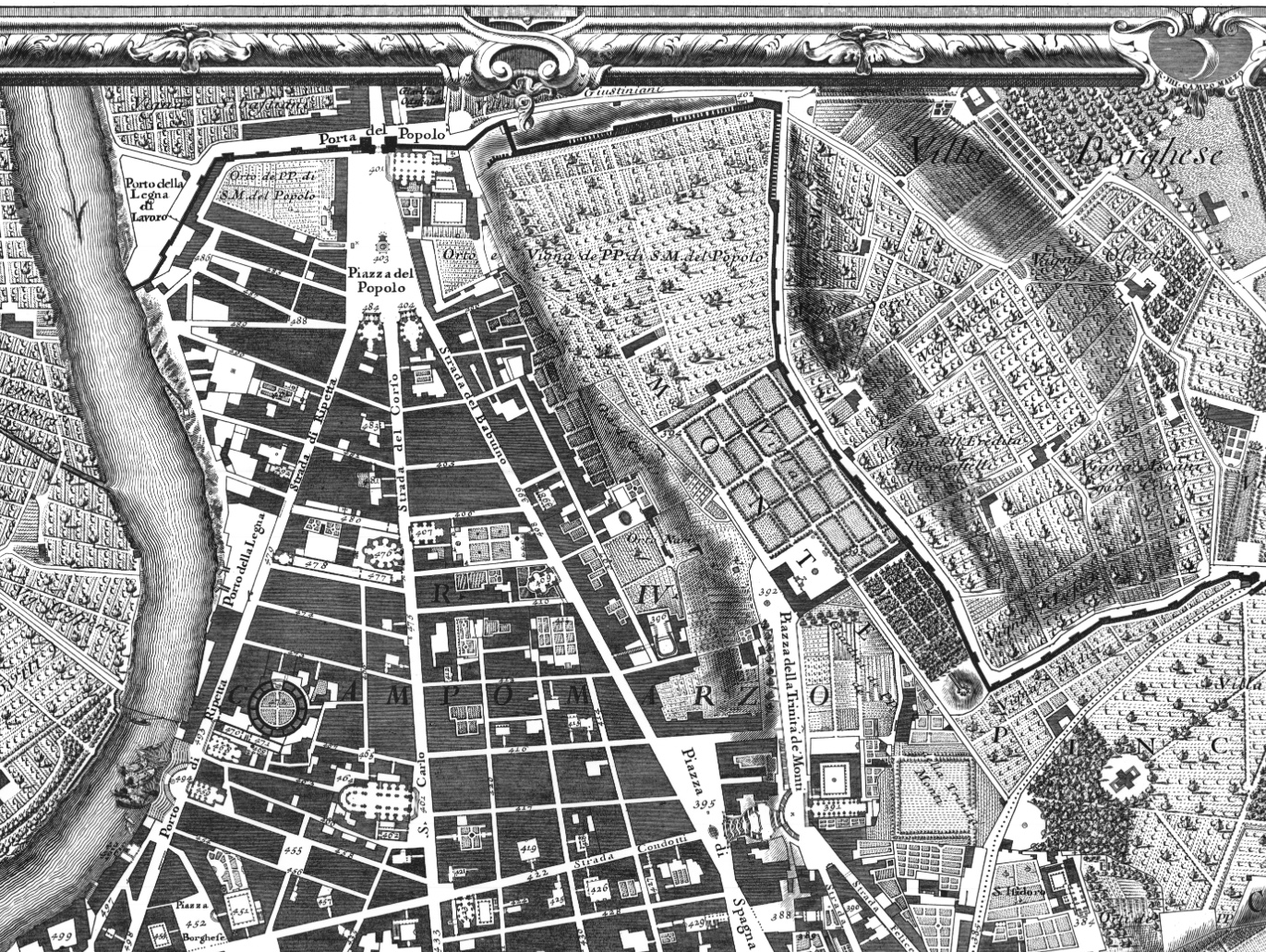
Mapa da região norte do Campo de Marte no Mapa de Nolli (1748). O Píncio aparece no alto, à direita, como um grande vinhedo e uma ampla área de jardins.

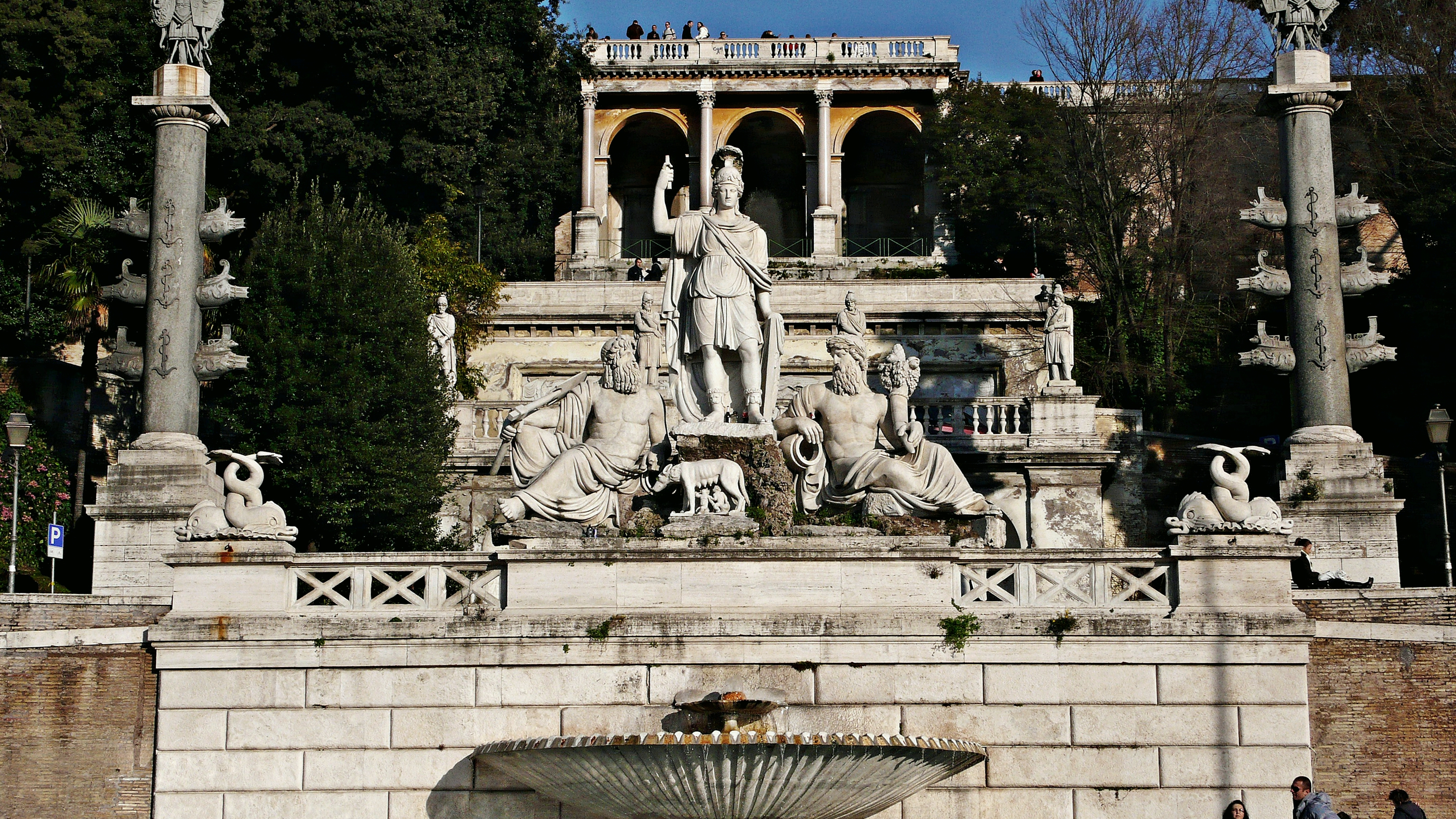
Escadaria que leva da Piazza del Popolo até o topo do Monte Pinciano, ao fundo.

### Período antigo e republicano
O monte Pinciano ficava fora dos limites originais da cidade e não era uma das sete colinas, mas ainda assim estava no interior da Muralha Aureliana, construída entre 270 e 273, incorporada na Regio VII Via Lata entre as 14 regiões augustanas.
Muitas famílias importantes da Roma Antiga possuíam residências e jardins (horti) no Píncio no final do período republicano: entre os mais notáveis estavam Cipião Emiliano e provavelmente Pompeu. Uma das maiores eram os Jardins de Lúculo, de Lúcio Licínio Lúculo, onde mais tarde foi assassinada Messalina, a esposa do imperador Cláudio, construída com os recursos amealhados depois de sua vitória sobre Mitrídates I do Ponto em 63 a.C.. Ali estavam também os Jardins Salustianos, propriedade originalmente do historiador Salústio e depois fundida aos Jardins de Lúculo em uma única propriedade imperial conhecida como "Jardins no Pincio" (in Pincis), os Jardins Pompeianos e os Jardins Acílios, da gente Acília. Por conta destas propriedades, a colina era conhecida na antiguidade como "Colina dos Jardins" (Collis Hortulorum). O nome moderno é uma referência a uma das famílias que moravam no local no século IV, os Píncios, cuja villa, juntamente com os Jardins Anícios e os Jardins Acílios, ocupavam a parte setentrional da colina; um vestígio dela é o chamado Muro Torto.

### Período imperial
Na época de Augusto, a região passou por uma intensa urbanização. Agripa construiu ali o Campo de Agripa, inaugurado em 7 a.C., uma villa e seu túmulo, enquanto sua irmã, Vipsânia Pola, patrocinou a construção do Pórtico de Vipsânia. Nas imediações da Piazza Santi Apostoli ficava a caserna da I coorte dos vigias e, a poucos metros dela, o Fórum Suário, o mercado suíno de Roma.

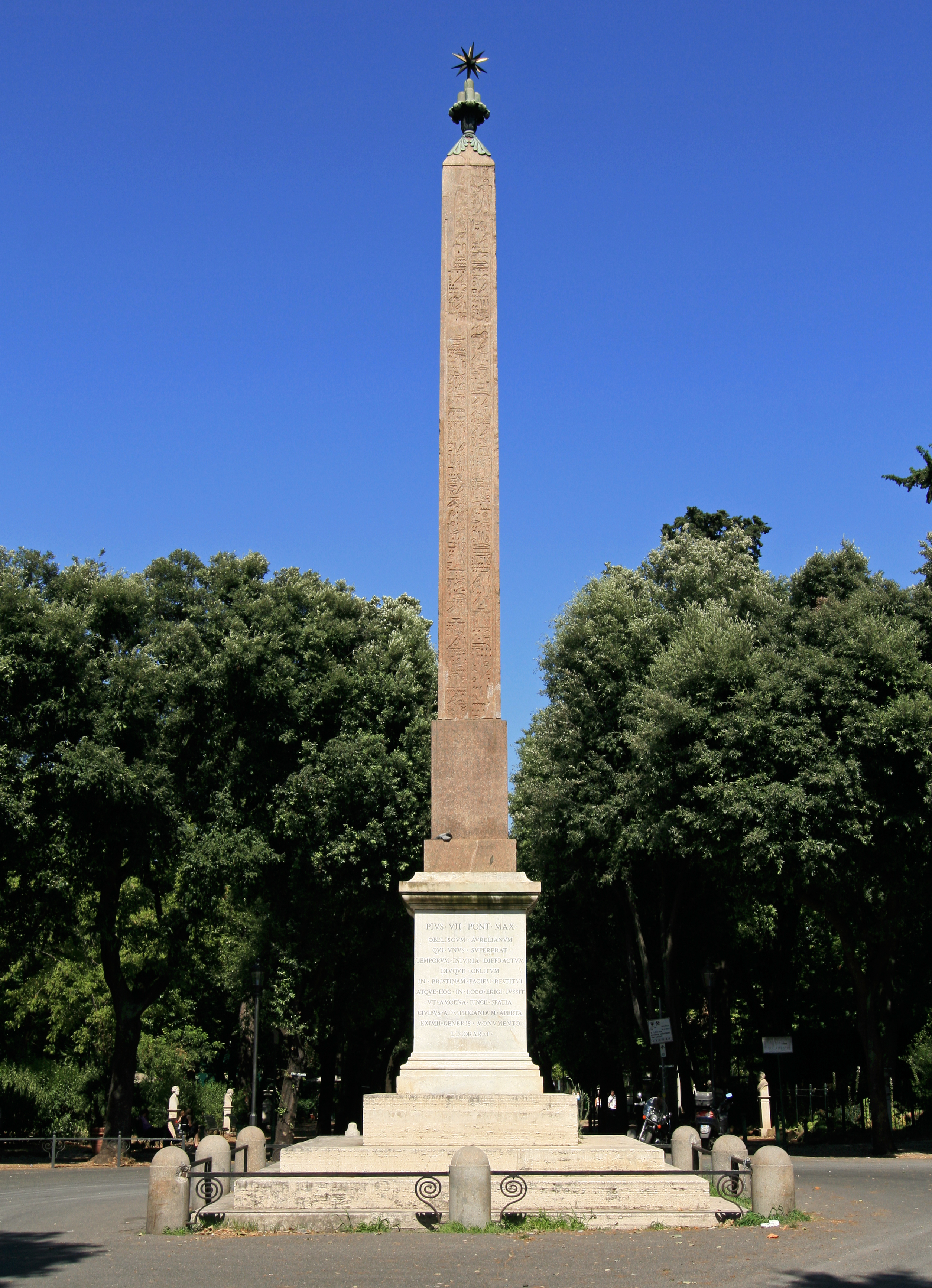
Obelisco de Antínoo na Piazza Napoleone

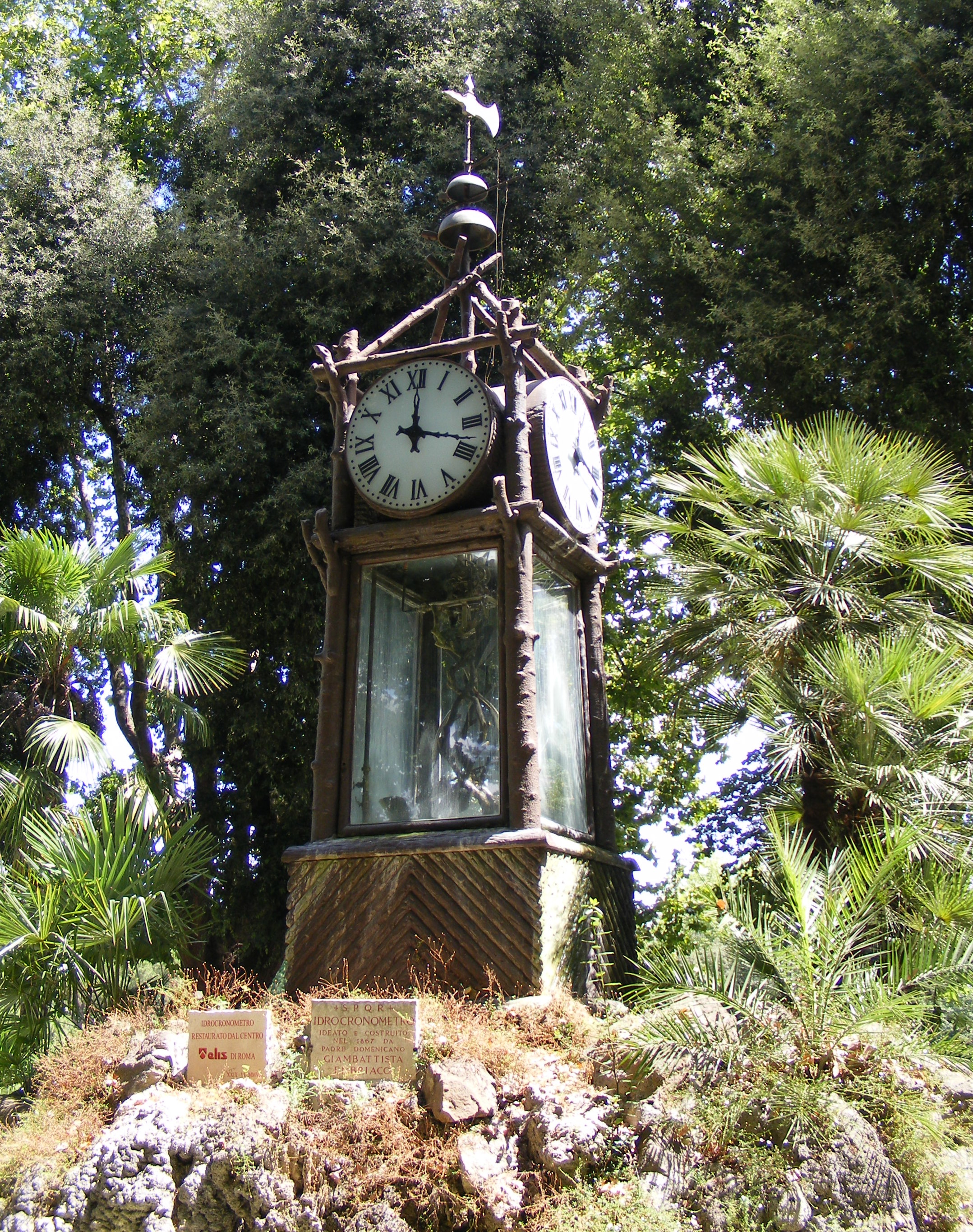
Relógio de Água

Na encosta da colina ficava o Túmulo dos Domícios, onde foram depositadas as cinzas de Nero. O território ao longo da Via Lata foi transformado, no século II, numa região densamente habitada. Escavações ocasionais em variados pontos recuperaram os restos de grandes edifícios de tijolos com muitos andares (ínsulas), com pórticos colunados ao longo da via onde ficavam lojas de todos os tipos. Entre estes edifícios estava o "Catabulo" (Catabulum), uma espécie de "sede dos correios", perto da igreja de San Marcello al Corso.
No século seguinte, a atividade continuou intensa. Sob Gordiano III (r. 238-244) foi construído um longo pórtico com 1 000 pés romanos (cerca de três quilômetros) até a encosta do Quirinal, apesar de a completa ausência de vestígios materiais coloquem em dúvida a veracidade deste relato. O imperador Aureliano (r. 270-275) construiu o Templo do Sol em 273, entre a Via del Corso e a Piazza San Silvestro. O templo era circundado por um pórtico onde ocorria a distribuição gratuita de vinho em Roma (vino fiscalia).
Nos Catálogos regionários foi citada também a presença de um "Pórtico de Constantino", que pode ser parte do complexo vizinho das Termas de Constantino ou do pórtico de Aureliano.

## Período medieval e moderno
Da Antiguidade Tardia até o final do século XVIII, como se comprova na "Nuova Topografia di Roma" de Giovanni Battista Nolli, o monte Pinciano permaneceu praticamente desabitado, ocupado em grande parte por um grande vinhedo e o mosteiro dos agostinianos de Santa Maria del Popolo, pelos jardins e o vinhedo da Villa Medici e pelos jardins do convento dos mínimos — "franceses" (francesi), como Nolli os chamava, ou "paolotti", como o povo os chamava — da igreja de Trinità dei Monti. A Academia Francesa de Roma se mudou para a Villa Medici em 1802.
Os pomares foram atravessados por diversas alamedas (viali) para unir alguns monumentos ou edifícios já existentes: uma delas estendeu o eixo do jardim da Villa Medici até o obelisco que fica no centro de uma praça de onde irradiam outras alamedas. O obelisco em si foi erigido em 1822 para ser uma referência visual das vistas; é um obelisco romano da época do imperador Adriano (início do século II), construído para o memorial de seu amado Antínoo do lado de fora da Porta Maggiore.
A Piazza Napoleone — na realidade, o grande exemplo da época de Napoleão foi projetado à distância, pois o imperador jamais esteve em Roma — é um grande espaço aberto com vista para a Piazza del Popolo, que também é obra de Valadier, e tem vistas também para o oeste e para a cidade toda além. Valadier interligou as duas praças com escadarias de amplos descansos.

### Parque do Pincio (Parco del Pincio)
Se Giuseppe Valadier já havia proposto ao papa Pio VI antes de 1794 um projeto de sistematização da Piazza del Popolo (que previa, entre outras coisas, dois belos estábulos nos dois lados da Porta del Popolo), a ideia de transformar todo o monte Pinciano em um jardim público, destinado a criar um espaço de respiro para o povo romano, que por séculos viveu amontando nas margens do Tibre e a glorificar o imperador Napoleão, foi dos franceses, que ocuparam Roma entre 2 de fevereiro de 1808 e 11 de maio de 1814.
A breve ocupação francesa deixou para trás muitos projetos e apenas algumas atividades completadas, o projeto da Piazza del Popolo- Pinciano entre eles. Os responsáveis pelo desenvolvimento urbanístico e monumental da cidade permaneceram os mesmos, principalmente Canova e Valadier. Assim, em junho de 1816, foi aprovado o projeto da Piazza del Popolo de Valadier (revisto "à moda francesa" por Louis-Martin Berthault) e, em oito anos, foi construída a moderna Piazza e o vasto jardim do monte Pinciano. Desde então, o Pincio, o primeiro jardim público de Roma e construído por desejo de Napoleão, se tornou o mais querido dos passeios históricos dos romanos.
Valadier uniu a colina mais bela da cidade à Porta Flamínia e à Piazza del Popolo em um único complexo neoclássico vencendo a diferença entre o nível da rua na praça e o cume da colina com um delicado desenho de duas rampas sinuosas que se elevam convergindo no meio da colina do lado oriental da praça na direção do vasto terraço panorâmico dedicado a Napoleão I, com uma viela ascendente, a moderna Viale Gabriele d'Annunzio, passando por baixos-relevos, a fonte e depois os três altos nichos na direção do terraço; ele também idealizou o notável paisagismo do local, formado por palmas e outras árvores sempre verdes dos dois lados do aclive desde a Piazza del Popolo até o terraço. O elemento urbano da praça foi, desta forma, ligado de forma esplêndida pelo arquiteto através de aclives e terraços ao elemento paisagístico dos jardins do Pinciano. Valadier também construiu ali a sua própria residência, a Casina Valadier, no formato do navio comandado pelo almirante Horácio Nelson na Batalha de Trafalgar. Contudo, ele morreu antes de conseguir se mudar para lá e o edifício foi transformado imediatamente depois num café público, um famoso ponto de contemplação da cidade de Roma ainda hoje.
É possível chegar até o Píncio através vias sinuosas que partem da Piazza del Popolo, da Viale di Villa Medici, que o liga com a Scalinata di Spagna e a igreja de Trinità dei Monti, da Vile delle Magnolie e do viaduto no Muro Torto, que o liga desde 1908 à Villa Borghese.

### Bustos do Pinciano

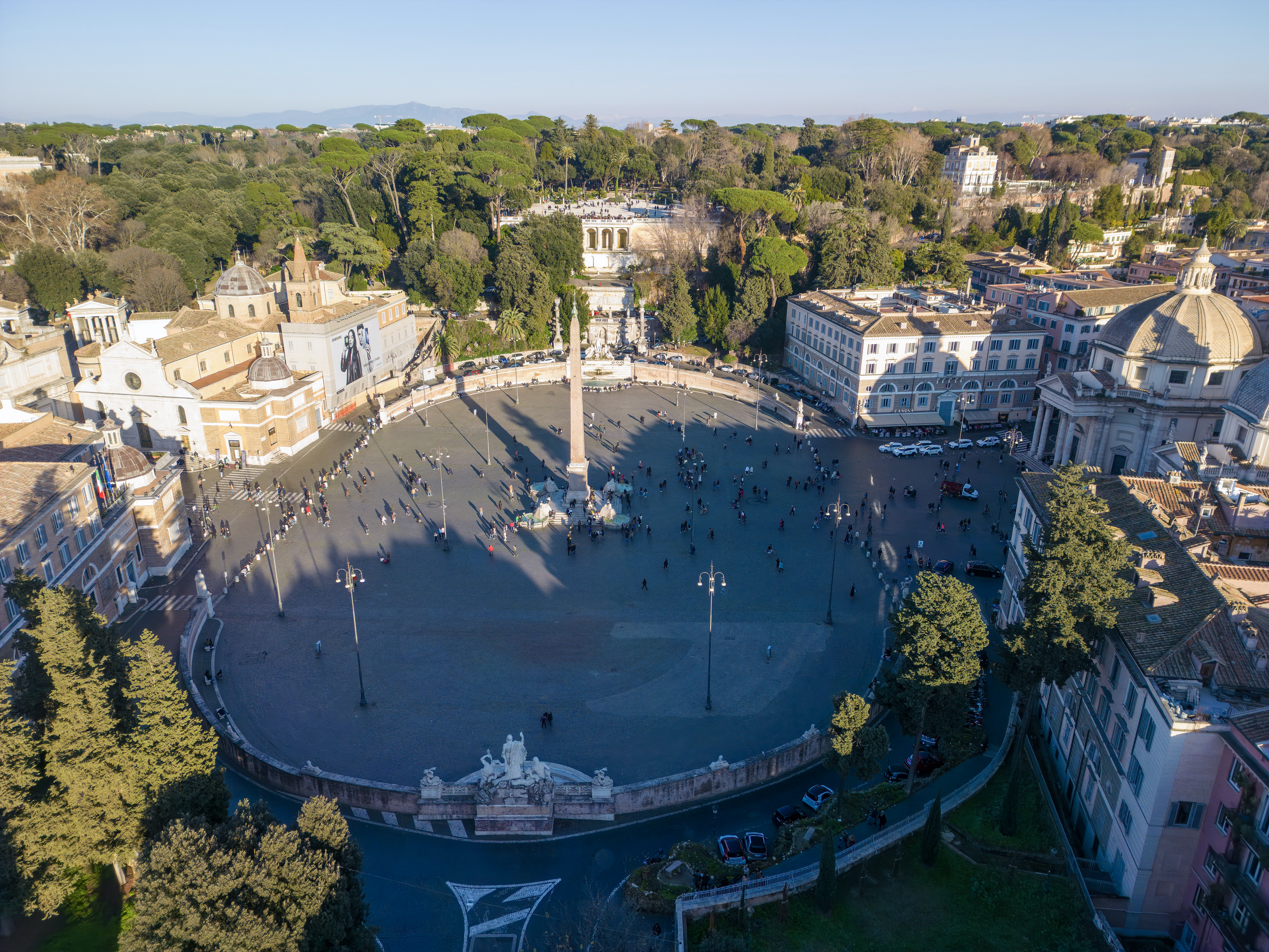
Vista da Piazza del Popolo, com o Obelisco Flamínio ao centro, do alto do Monte Pinciano.

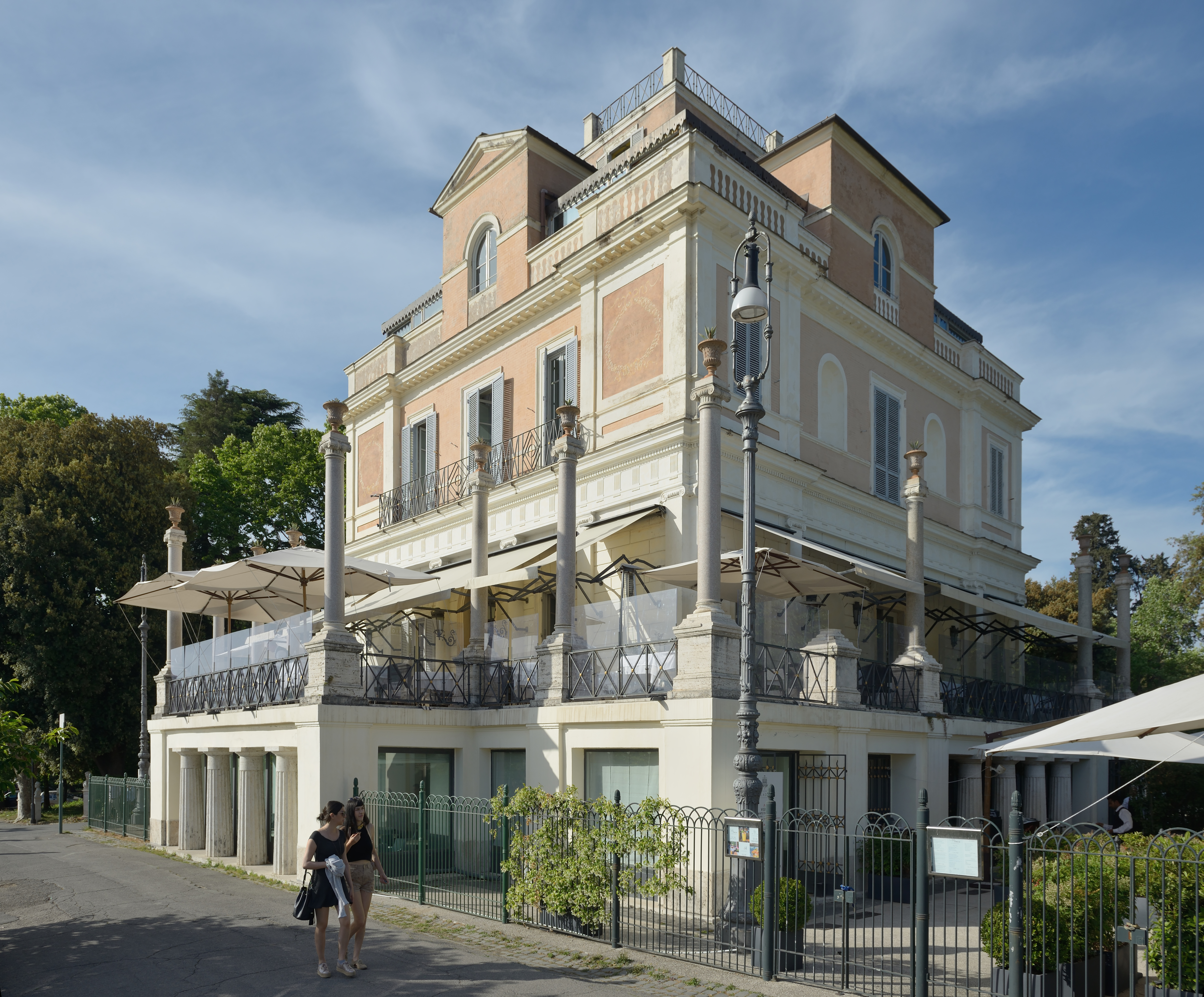
Casina Valadier

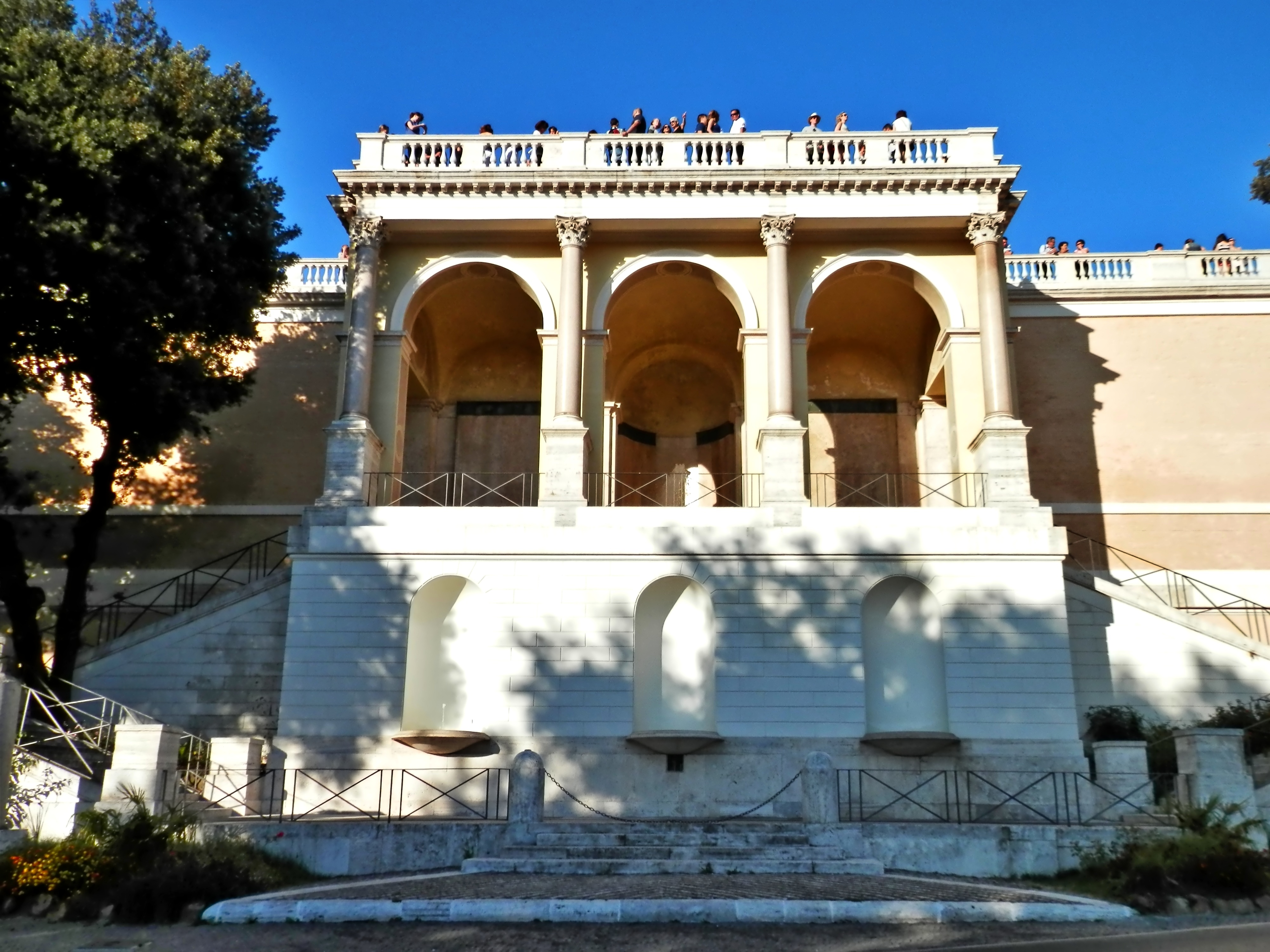
Fonte da Água Virgem e terraço no Parco del Pincio

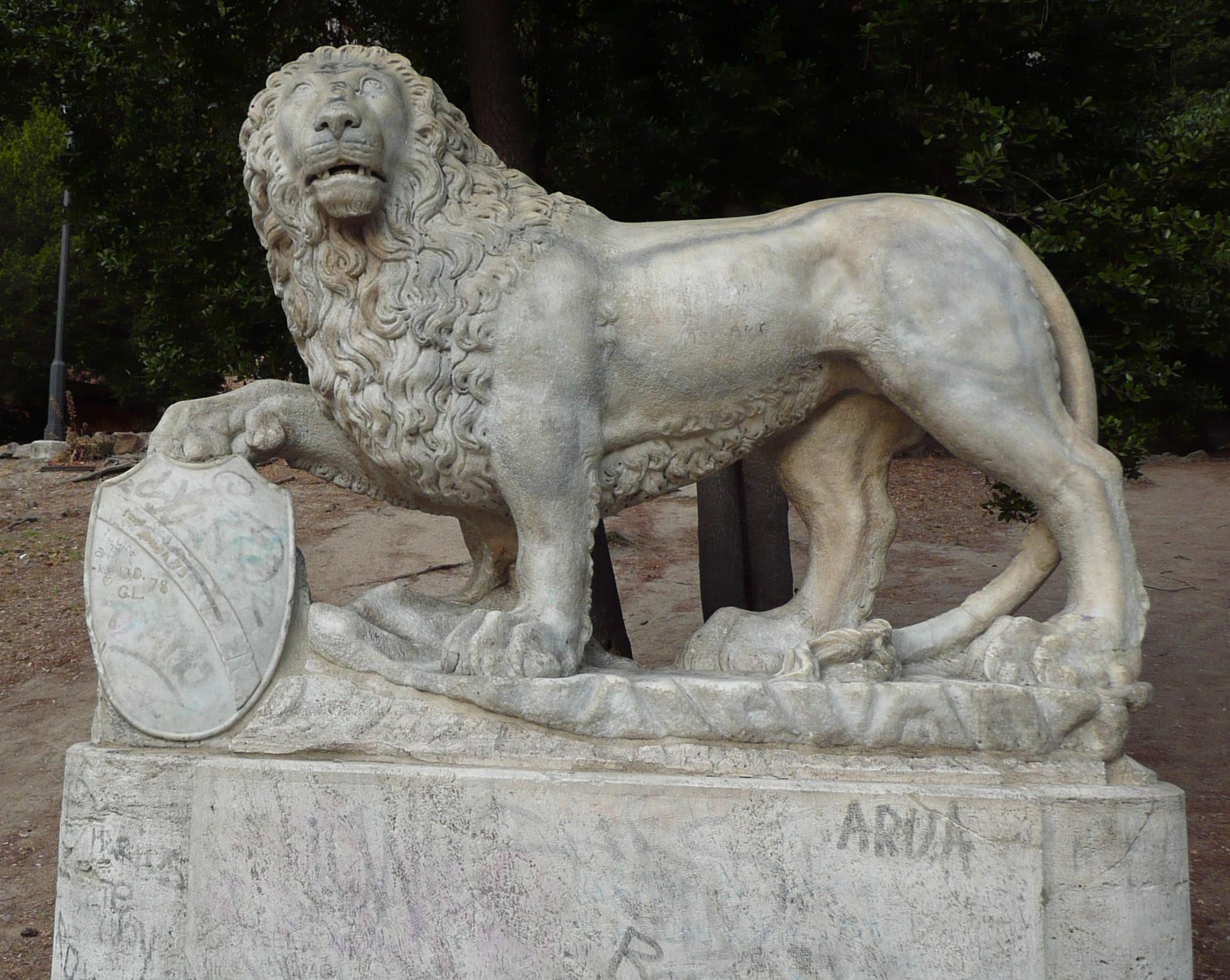
Estátua do "Leão Heráldico", na fronteira com a Villa Borghese

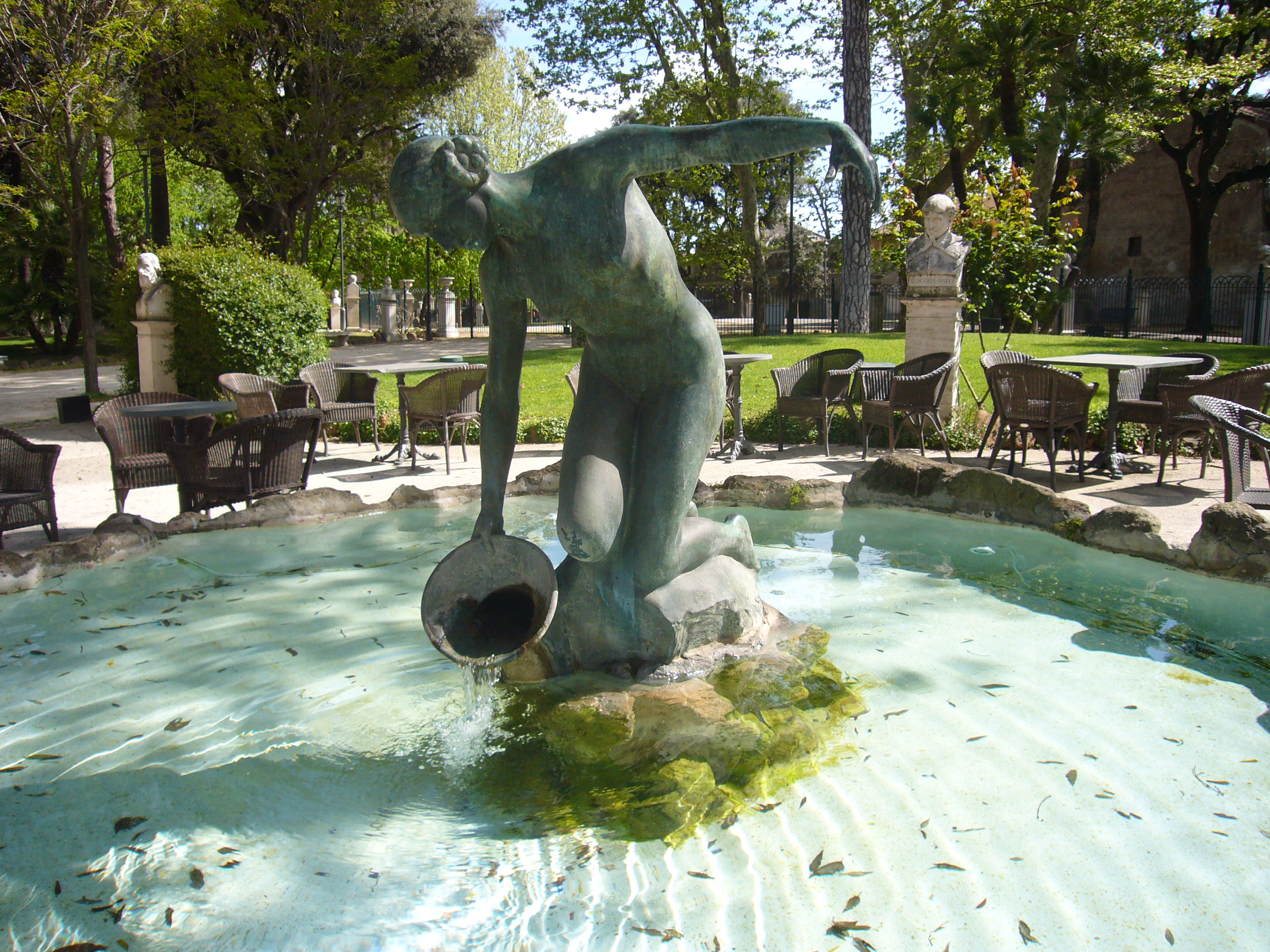
Fonte da Ânfora

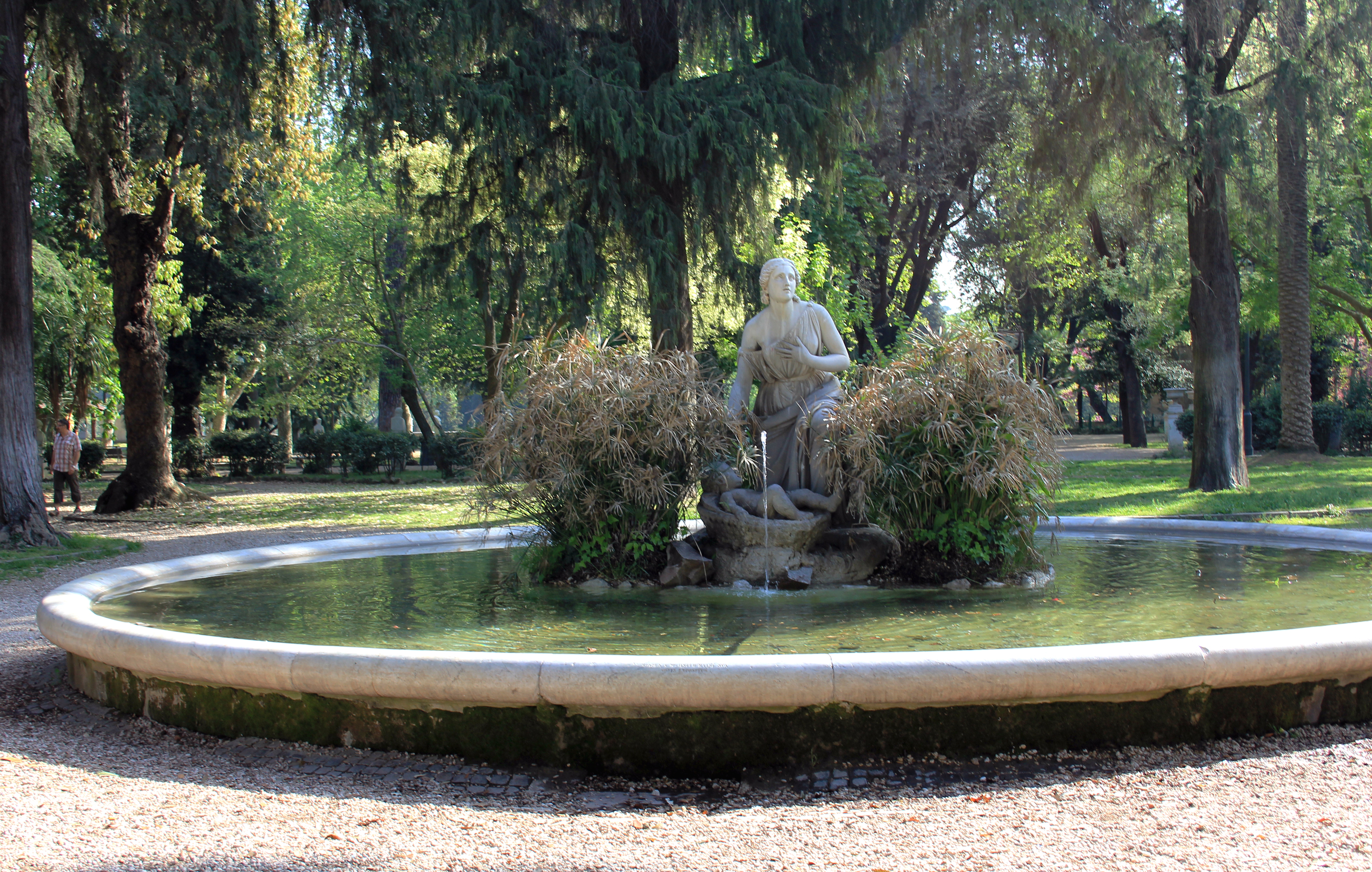
Fonte de Moisés

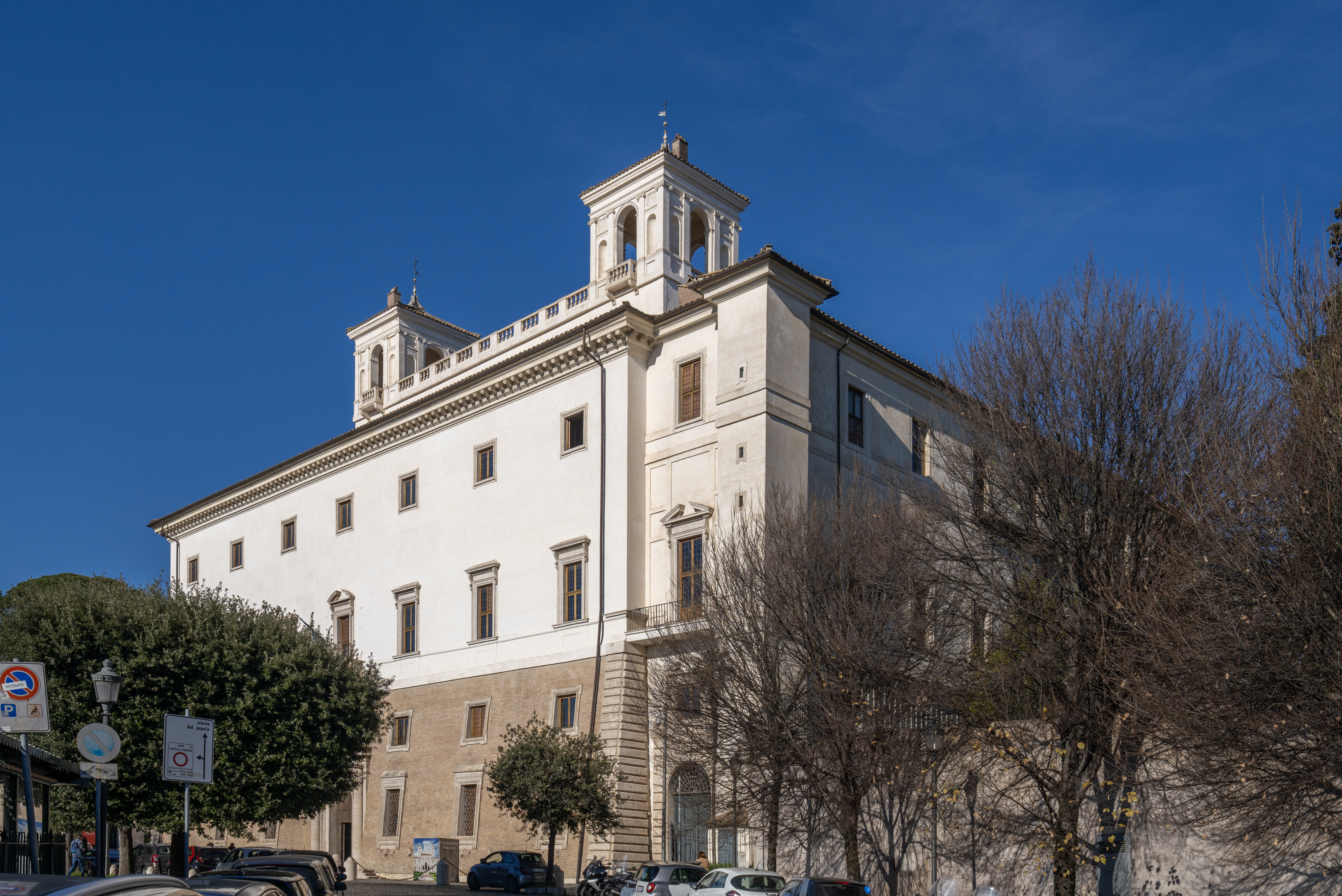
Villa Medici

A partir de 1851, por decisão do papa Pio IX e por iniciativa de Giuseppe Mazzini, diversos bustos de italianos famosos foram espalhados por todas as ruas do Parco del Pincio. O número foi aumentando gradativamente ao longo dos anos e, no final da década de 1960, o total era de 228, muitos deles vítima de atos de vandalismo, geralmente no nariz. Dentre todos, há apenas três mulheres: Vittoria Colonna, Santa Catarina de Siena e Grazia Deledda.
Um destes bustos tem uma história interessante: em 1860, foi colocado no Píncio, vizinho à Casina Valadier, a mira do Observatório Astronômico do Collegio Romano para determinação do meridiano de Roma a pedido de seu direto, o astrônomo jesuíta Angelo Secchi. Originalmente, era apenas uma tábua quadriculada de madeira, depois reconstruída em mármore, colocada em uma coluna com um buraco que permitia que ela fosse iluminada à noite. Em 1878, depois da morte de Secchi, seu busto foi posto nesta coluna e circundado de um pequeno jardim. Danificado em 1960, foi reformado em 2001 e ainda serve de mira (que não é mais utilizada).

## Edifícios e monumentos
Além dos monumentos já citados, vale destacar os seguintes:
- Arco Novo
- Arco de Cláudio
- Arco de Portugal
- Obelisco Pinciano
- Porta Pinciana
- Santa Maria del Popolo
- Trinità dei Monti
- Sepulcro de Caio Publício Bíbulo
- Via Margutta
- Villa Ludovisi
- Villa Medici

Outros monumentos menores presentes são:
- Colunas rostrais - projetadas por Giuseppe Valadier em 1828 e construídas dois anos mais tarde. São duas colunas de granito grígio provenientes do Templo de Vênus e Roma às quais foram anexadas as rostras e troféus dos exércitos romanos. O monumento, por fazer referência à glória de Roma, aparentemente uma referência ao período napoleônico.[9]
- Estátua de Hígia com o "gênio da Paz" e o "gênio das Artes" - as duas estátuas laterais foram realizadas em 1834 por Alessandro Massimiliano Laboreur e Filippo Gnaccarini. Na base da estátua de Hígia está uma inscrição redigida pelo abade Luigi Maria Rezzi.[10]
- Fonte de Dionísio ou Hermafrodito - a estátua está em um dos nichos perto de uma fonte em uma das rampas. Provavelmente ficava originalmente num nicho de um ninfeu em uma villa romana. A cabeça foi removida em 1970.[11]
- Estátuas de prisioneiros - realizadas depois de 1830 por Gnaccarini, Baini, Stocchi e Laboureur e colocadas na balaustrada da primeira rampa, as estátuas de prisioneiros dácios vieram da região do Arco de Constantino, uma óbvia referência ao passado de Roma.[12]
- Relevo alegórico - localizado na segunda rampa. No centro do relevo está a personificação da Fama com os braços abertos ladeada pelos gênios da Arte e do Comércio. A obra, em estilo neoclássico, foi realizada em 1833 por Felice Baini e Achille Stocchi.[13]
- Bacia de granito vermelho - na segunda curva da rampa, foi datada num período compreendido entre o século II e III. Originalmente ficava na Piazza San Marco. Foi transportada para seu lugar atual por ordem do papa Pio IX antes de 1870 e foi trabalhada para ficar no formato atual entre 1942 e 1951, quando se decidiu transformá-la em uma fonte servida por uma rede hídrica criada especificamente para isto.[14]
- Leão heráldico - situado numa saída de pedestres perto do jardim inglês ao lado de uma fonte rústica. O leão está numa pose heráldica chamada "passante". Sua pata direita descansa sobre um escudo com as letras SPQR. Alguns estudiosos teorizaram que a escultura provavelmente seria moderna, mas outros defendem que ela seria do século XIV ou XV; transferida para o local atual vinda do Capitólio em 1847.[15]
- Fonte da Água Virgem - em 1936, uma loggia localizada na terceira rampa foi transformada numa demonstração do novo aqueduto (Água Virgem) por Raffaele De Vico com base num rascunho de Valadier. Para a realização da mostra foi necessário remover a estátua de Vittorio Emanuele II para o Museo storico dei Granatieri, onde está atualmente.[16]
- Monumento às comunas da Itália libertadas e da Batalha de Legnano - a estátua em bronze foi realizada em 191 para comemorar o quinquagésimo aniversário da proclamação de Roma como capital da Itália, por E. Botti e pelo fundidor G. Piazza. Está localizada no final da terceira rampa do Viale D'Annunzio e representa Alberto da Giussano.[17]
- Monumento aos irmãos Cairoli - realizado por Ercole Rosa e colocado em 1883 no fundo do Viale del Pincio, no centro de um pequeno largo[18] para comemorar a morte de Enrico Cairoli e Giovanni Cairoli depois de um confronto na Villa Glori durante a Campanha do Agro romano para a liberação de Roma organizada por Giuseppe Garibaldi.
- Coluna comemorativa de Galileu Galilei - localizada na Viale di Trinità dei Monti em 1887.[19]
- Fonte seca - localizada num nicho do Viale Belvedere no formato de uma gruta com estalactites. Sobre a balaustrada estão quatro colunas com capitéis jônicos. Algumas fontes históricas defendem que elas foram realizadas no século XIX.[20]
- Fonte da Ânfora - localizada no quintal da Villa Medici e da Casina Valadier. No centro da fonte está uma estátua representando um nu feminino com uma ânfora representando a liberdade realizada em 1912 por Amleto Cataldi.[21]
- Abundância e Polímnia - Duas estátuas do século II recuperadas perto da entrada da Villa Medici. Foram expostas no Palazzo dei Conservatori até 1848.[22]
- Il Serbatoio - um pavilhão realizado entre 1812 e 1814 na época da reforma da Água Márcia. Sua decoração, com losangos e quadrados imitando madeira é obra de Gioacchino Ersoch. Foi por um longo tempo uma xiloteca e seu aspecto é uma referência à arquitetura medieval suíça.[23]
- Edifício dos elevadores - realizado entre 1925 e 1926 com base num projeto do arquiteto Galli. A zona inferior imita um bastião da muralha do Píncio e a superior está na Viale dell'Orologio, num estilo que relembra o da Toscana no século XVI. Dois elevadores em seu interior permitem o acesso à parada de trams da Viale del Muro Torto.[24]
- Monumento a Enrico Toti - situado no cruzamento da Viale dell'Orologio com a Viale Valadier, foi realizado por Arturo Dazzi em 1922.[25]
- Estátua de Cibele - localizada na Viale Valadier, a estátua foi datada no século II e ficou exposta no Palazzo dei Conservatori até 1848.[26]
- Estátua de Esculápio - também na Viale Valadier, foi datada na última metade do século IV. Segundo um documento iconográfico, ela já estava ali na década de 1830.[27]
- Fonte de Moisés - de forma circular, está inserida numa êxedra arbórea. Inaugurada em 1868, seu estilo segue o gosto acadêmico na moda na época, obra de Ascanio Brazzà. No interior da fonte está um grupo representando o menino Moisés colocado numa cesta no Nilo por sua mãe.[28]
- Monumento a Rafael - realizado em 1838 por Sotcchi, está numa imensa êxedra arbórea no belvedere. O pintor foi representado vestido de trovador no estilo do século XVII.[29]
- Teatro San Carlino - o teatro de marionetes de Roma, está localizado no terraço desde 1993 e de maneira permanente desde 2004. O novo teatro de marionetes com uma estrutura fechada realizada inteiramente em madeira apresenta também espetáculos com atores e música ao vivo.
- Relógio de Água - um hidrocronômetro baseado num projeto de 1867 de Gian Battista Embriaco, O.P., um professor e inventor da Pontifícia Universidade de São Tomás de Aquino, em Roma, foi construído no Monte Pinciano, uma cópia do que já funcionava na universidade. Outra versão fica nos jardins da Villa Borghese (Galleria Borghese).